# Nhà hát Arka, Wrocław
Nhà hát Arka là một nhà hát tích hợp chuyên nghiệp có trụ sở tại Wrocław, Ba Lan. Nhà hát được thành lập vào năm 1993 theo sáng kiến của Renata Jasińska-Nowak, Andrzej Nowak và Bogdan Michalewski. Ngoài các diễn viên chuyên nghiệp, còn có những diễn viên bị thiểu năng trí tuệ với nhiều năm kinh nghiệm trên sân khấu. Từ năm 2002, nhà hát đã được điều hành bởi những người bạn của Hiệp hội Nhà hát "Arka", có chủ tịch là Renata Jasińska-Nowak. Từ năm 1997 đến tháng 9 năm 2019, cô cũng là giám đốc nhà hát.

## Lịch sử
Nhà hát Arka được thành lập vào năm 1993 theo sáng kiến của Renata Jasińska-Nowak, sau đó là một nữ diễn viên của Nhà hát Współczesny ở Wrocław cũng như Andrzej Nowak và Bogdan Michalewski.
Thời kỳ đầu tiên là sự nỗ lực để tồn tại của nhà hát, nhờ vào các màn trình diễn trong Câu lạc bộ Garrison của Wrocław tại đường Pretficza, và sau đó trong Black Salon, Câu lạc bộ các hiệp hội sáng tạo và tại các trường học ở Wrocław.
Sự khởi đầu thực tế của Nhà hát Arka là năm 1997. Sau khi, Alexandre Marquezy, trước đây là một diễn viên của một nhà hát độc lập ở Burgundy, đã gia nhập nhóm, người say mê với những thành tựu của Jerzy Grotowski trong Wrocław. Lý tưởng chung có nghĩa quan trọng là Jasińska-Nowak và Marquezy đã gia nhập và tập hợp trong một ngôi nhà chung cư tại đường Mennicza đã tạo ra một nhà hát mở, tuân thủ các giá trị đạo đức và tinh thần. Nền tảng của kinh nghiệm của Nhà hát Laboratorium ở Grotowskieg, niềm tin rằng nghệ thuật có thể được tìm thấy ở mọi nơi, rằng có thể làm mờ ranh giới giữa người xem và diễn viên.
Năm 2002 - một bước đột phá trong hoạt động, thành lập Hiệp hội bạn bè của Nhà hát "Arka", bắt đầu tiến hành các hoạt động giáo dục và hình thành văn hóa. Các nhà tù, bệnh viện tâm thần ở Wrocław, Lubiąż, Stronie ląskie và Bolesławiec, các trung tâm giáo dục và chăm sóc, trung tâm dành cho trẻ em khuyết tật và tự kỷ đã trở thành nơi làm việc hàng ngày của các diễn viên của Nhà hát Arka. Những hoạt động này đã xác định một tiết mục phân biệt Arka với các nhà hát khác và tạo thành tính nguyên bản của hồ sơ của nó. Các tiết mục bao gồm các buổi biểu diễn cho người lớn và học sinh, cũng như các buổi biểu diễn giáo dục và trị liệu.
Một công việc quan trọng trong sự phát triển của nhà hát là vở kịch "Jugglers of God", trong đó, bên cạnh các diễn viên chuyên nghiệp - tốt nghiệp các trường sân khấu châu Âu - lần đầu tiên người khuyết tật được mời sau các hội thảo nghệ thuật được tiến hành tại các trung tâm thân thiện.
Từ năm 2004, sinh viên khuyết tật đã là nhân viên nhà hát toàn thời gian và xuất hiện trong hầu hết các buổi biểu diễn.
Nhà hát Arka biểu diễn từ mười đến mười lăm buổi biểu diễn mỗi tháng và thực hiện năm lần công chiếu trong năm. Đây là những màn trình diễn cho cả người lớn và khán giả nhỏ tuổi.
Sau cái chết của người sáng lập và giám đốc của Nhà hát Arka, vào ngày 26 tháng 9 năm 2019, để kỷ niệm các hoạt động của cô, nhà hát được đặt theo tên của Renata Jasińska.
Từ tháng 9 năm 2019, nhà hát được điều hành bởi Alexandre Marquezy và Agata Obłąkowska.